# سؤال العمل
سؤال العمل هو كتاب للفيلسوف المغربي،و الأكاديمي و المتخصص في المنطق طه عبد الرحمن ، ويحمل العنوان الشامل "سؤال العمل: بحث عن الأصول العملية في الفكر والعلم". و قد صدرت الطبعة الأولى من هذا العمل الفكري عام 2012 عن المركز الثقافي العربي بمدينة الدار البيضاء المغربية.

وقد أوضح المؤلف غاياته من تأليف هذا العمل الفكري قائلاً:"
 "وفي هذا الكتاب الذي نضعه بين يدي القارئ، كان همنا أن نتعقب، في مجالات فكرية وعلمية مختلفة، ملامح العمل على مقتضى التعبد الله وحده فإن وجدناها أبرزناها وسعدنا بها، وإن لم نجدها وهي الحالة الغالية - حاولنا أن نتبه على الحاجة إلى تداركها وأن نقرب دلالاتها إلى القارئ" .

## محتوى الكتاب
المدخل: ما العمل؟الفصل الأول: الفلسفة التداولية والاستقلال الفلسفي
1. الفلسفة بين الكونية المجردة والكونية المشخصة
2. الفلسفة الإسلامية بين الإبداع المفصول والإبداع الموصول
3. مقومات استقلال الفلسفة الإسلامية

الفصل الثاني: في مفهوم العقل: إشكالات وإيضاحات.
1. إشكال الترادف بين العقل والنطق
2. إشكال تعريف العقل بالجوهر
3. إشكال الفصل بين العقل والحس
4. إشكال الفصل بين العقل والقلب
5. إشكال الفصل بين العقل والخلق
6. إشكال الفصل بين العقل والشرع
7. إشكال الفصل بين العقل والوحي
8. إشكال الفصل بين العقل و الإيمان

الفصل الثالث: الأخلاق العالمية: مداها وحدودها
1. تحليل مضمون إعلان الأخلاق العالمية
2. تقويم إعلان الأخلاق العالمية

الفصل الرابع: العمل الديني وأخلاق الحرية
1. التصورات العامة الحديثة للحرية
2. التعريف الديني للحرية
3. طبيعة العمل التزكوي
4. تطبيق الحريات الحديثة وآثاره الاستعبادية

الفصل الخامس: القول الثقيل والترجمة التأصيلية
1. مدلول «الثقل» في القول الأعلى
2. الترجمة التأصيلية ومواجهة أخطار الاختلاس

الفصل السادس: عولمة الاقتصاد وأزمة القيم
1. النقد القيمي للعولمة
2. العلاج القيمي للعولمة

الفصل السابع: العلاقة بين الدين والعلم: أطلبُ المعنى أم طلب العمل؟
1. مسلمات العلاقة بين الدين والعلم
2. أطوار تعامل العلم مع العمل الديني

الفصل الثامن: البحث في الخلايا الجدعية بين إرادة الخلود ومحنة الجنين
1. إرادة الخلود وانقلاب القيم
2. الجنين الابتدائي والكرامة الآدمية[2]

## ملخص الكتاب
من بين فروع الفكر الفلسفي ما اصطلح على تسميته "فلسفة العمل"و يتأثر بالمجال التداولي.
يرفض المؤلف مقولة أن الفلسفة هي معرفة كونية بسبب تعدد مراتب العقل حسبه، "و لا يبدو أن الفكر الفلسفي ينزل رتبة عقلية واحدة بعينها" ، إضافة إلى الصبغة المشوبة للعناصر المكونة للنظر الفلسفي، و أيضا الصبغة الاختزالية للمقاربة الخالصة للوجود.
كما يرفض مقولة أن الفلسفة الإسلامية فلسفة مبدعة و أنها تجاوزت حدود المنقول الفلسفي اليوناني .كما يشكك في كونية المفهوم اليوناني للفلسفة نفسه.
لذلك يدعو طه عبد الرحمن الى الاستقلال الفلسفي و جوهره:" القدرة على حفظ المبادرة الخاصة في صنع الفكر الفلسفي، استشكالا واستدلالا".
و في مفهوم العقل يطرح الكاتب الاشكالات المرتبطة بتعريفه و تمييزه و يدعو الى الرجوع إلى المعنى الأصلي العملي لهذا المفهوم في اللسان العربي، وكذا الرجوع إلى معناه الاصطلاحي العملي في النص الديني.
و من بين الإشكالات التي دخلت على مفهوم العقل يذكر طه عبد الرحمن ثمانية إشكالات وهي:
- الترادف بين العقل و النطق
- تعريف العقل بالجوهر
- الفصل بين العقل و الحس
- الفصل بين العقل والقلب
- الفصل بين العقل والإيمان
- الفصل بين العقل و الشرع
- الفصل بين العقل و الوحي
- الفصل بين العقل والإيمان[3]

## نقد الكتاب
يمثل هذا المُؤَلف إسهاما فكريا مهما  في حقل نقد الحداثة الغربية المعاصرة، و محاولة للنظر إلى فلسفة العمل من وجهة نظر إسلامية تتماشى و مقتضيات المشروع الفلسفي لطه عبد الرحمن، إذ يتصدى للكشف عن مواطن القصور والاختلال في بنية هذه الحضارة التي تدعي العالمية والشمولية. فهو يعرِي ادعاءاتها بامتلاك المعرفة الكلية بالطبيعة الإنسانية وأبعادها المتعددة، ويفنِد زعمها باحتواء جميع السبل الكفيلة بتحقيق الرقي الإنساني. "فكان من أهم هفواتها اختزالها الإنسان ببعده العقلي، وجعل العقلانية هي ما يميز الإنسانية عن البهيمية".

## اقتباسات
ولقد كانت مقالة أبي حامد الغزالي بصدد العلاقة بين العلم والعمل جامعة وبالغة، إذ يقول: "العلم بلا عمل جنون والعمل بغير علم لا يكون".
لهذا، لا بد من أن نستبدل بهذه الإبداعية المجازية إبداعية حقيقية تتجاوز حدود المنقول الفلسفي اليوناني، وتجعل منطلقها ما ينطوي، في المأصول الإسلامي، من أسئلة وأدلة خاصة، مراعية في كل ما تنقله عن غيرها استيفاءه المقتضيات هذا المأصول.

 وهل، بعد هذا، نعجب من كون القرآن الكريم في كل المواضع الذي ذكر فيها مادة (عقل) - وهي تسع وأربعون آية - لم يوردها إلا بصيغة الفعل، ولا وجود لصيغة الاسم منها، ولا بالأولى لصيغة اسم الفاعل التي قد تحمل على معنى الصفة الثابتة.